# Pityranthe verrucosa
Pityranthe verrucosa är en malvaväxtart som beskrevs av Thw.. Pityranthe verrucosa ingår i släktet Pityranthe och familjen malvaväxter. Inga underarter finns listade i Catalogue of Life.